# Ludvig Nåvik
Ludvig Nåvik, född 2 november 2003, är en svensk fotbollsspelare som spelar (innermittfältare) för Superettan-klubben Umeå FC. 

## Klubblagskarriär
Ludvig Nåviks moderklubb är Alnö IF. Inför säsongen 2018 lämnade den 14-årige Nåvik moderklubben för spel med GIF Sundsvall. Bara ett år senare började han träna med klubbens A-lag.
Inför säsongen 2020 skrev Nåvik på sitt första A-lagskontrakt med GIF Sundsvall. Innan han valde att skriva på kontraktet hade han provtränat med Parma och Venezia. Den 1 mars 2020 tävlingsdebuterade Ludvig Nåvik för GIF Sundsvall i 1–4-förlusten mot Varbergs BoIS i Svenska cupen. Det följdes därefter av att han fick debutera i Superettan, 16 år gammal, i 3–0-segern mot Gais den 15 augusti 2020.
År 2021 fick Ludvig Nåvik sitt genombrott i GIF Sundsvall, och startade som 17-åring i hälften av säsongens matcher. Efter en vår med mindre speltid blev han ordinarie i laget under hösten. Säsongen avslutades med att GIF Sundsvall avancerade till Allsvenskan efter en andraplats i Superettan. Under året kopplades Nåvik själv ihop med anrika klubbar som Ajax, Bologna och Napoli. I januari 2022 förlängde han sitt kontrakt i GIF Sundsvall fram över säsongen 2024.
I mars 2024 värvades Nåvik av Umeå FC, där han skrev på ett tvåårskontrakt. I augusti 2024 lånades Nåvik ut till Ettan-klubben FBK Karlstad till 31 december 2024.

## Landslagskarriär
Ludvig Nåvik har representerat Sverige U19- och U17-landslag.
Hans första landslagsframträdande kom som 14-åring, i P15-landslagets 1–3-förlust mot Norge den 18 september 2018. Året därpå spelade han samtliga matcher i den första kvalrundan till U17-EM 2020, som ställdes in på grund av covid-19-pandemin. Hösten 2021 spelade han på nytt alla matcher i den första kvalrundan, den gången till U19-EM 2022.

## Statistik
| Klubb              | Säsong             | Liga               | Liga    | Liga | Nationell cup | Nationell cup | Totalt  | Totalt |
| Klubb              | Säsong             | Division           | Matcher | Mål  | Matcher       | Mål           | Matcher | Mål    |
| ------------------ | ------------------ | ------------------ | ------- | ---- | ------------- | ------------- | ------- | ------ |
| GIF Sundsvall      | 2020               | Superettan         | 5       | 0    | 2             | 0             | 7       | 0      |
| GIF Sundsvall      | 2021               | Superettan         | 20      | 1    | 2             | 0             | 22      | 1      |
| GIF Sundsvall      | 2022               | Allsvenskan        | 27      | 0    | 4             | 0             | 31      | 0      |
| GIF Sundsvall      | 2023               | Superettan         | 25      | 0    | 4             | 1             | 29      | 1      |
| GIF Sundsvall      | 2024               | Superettan         | 0       | 0    | 1             | 0             | 1       | 0      |
| GIF Sundsvall      | Totalt             | Totalt             | 77      | 1    | 13            | 1             | 90      | 2      |
| Umeå FC            | 2024               | Ettan Norra        | 13      | 2    | 0             | 0             | 13      | 2      |
| Umeå FC Akademi    | 2024               | Division 2         | 1       | 0    | 0             | 0             | 1       | 0      |
| FBK Karlstad       | 2024               | Ettan Norra        | 11      | 1    | 0             | 0             | 11      | 1      |
| Totalt i karriären | Totalt i karriären | Totalt i karriären | 102     | 3    | 13            | 1             | 115     | 5      |